# Bett1 Open 2021
Il Bett1 Open 2021 è stato un torneo femminile di tennis giocato sull'erba. È stata la 97ª edizione del torneo che fa parte della categoria WTA 500 nell'ambito del WTA Tour 2021. Si è giocata nella Rot-Weiss Tennis Club di Berlino in Germania dal 14 al 20 giugno 2021.

## Partecipanti

### Teste di serie
| Nazionalità | Giocatrice         | Ranking* | Testa di serie |
| ----------- | ------------------ | -------- | -------------- |
| Bielorussia | Aryna Sabalenka    | 4        | 1              |
| Ucraina     | Elina Svitolina    | 6        | 2              |
| Canada      | Bianca Andreescu   | 7        | 3              |
| Rep. Ceca   | Karolína Plíšková  | 10       | 4              |
| Svizzera    | Belinda Bencic     | 11       | 5              |
| Spagna      | Garbiñe Muguruza   | 13       | 6              |
| Bielorussia | Viktoryja Azaranka | 16       | 7              |
| Rep. Ceca   | Karolína Muchová   | 19       | 8              |

* Ranking al 31 maggio 2021.

### Altre partecipanti
Le seguenti giocatrici hanno ricevuto una wild card per il tabellone principale:
- Andrea Petković
- Laura Siegemund

Le seguenti giocatrici sono passate dalle qualificazioni:

- Hailey Baptiste
- Misaki Doi
- Magdalena Fręch
- Asia Muhammad
- Jule Niemeier
- Ljudmila Samsonova

### Ritiri
Prima del torneo
- Ashleigh Barty → sostituita da  Madison Keys
- Jennifer Brady → sostituita da  Angelique Kerber
- Sofia Kenin → sostituita da  Jessica Pegula
- Petra Kvitová → sostituita da  Shelby Rogers
- Naomi Ōsaka → sostituita da  Petra Martić
- Maria Sakkarī → sostituita da  Veronika Kudermetova
- Iga Świątek → sostituita da  Ekaterina Aleksandrova

## Partecipanti al doppio

### Teste di serie
| Nazione     | Giocatrice      | Nazione     | Giocatrice       | Ranking | Testa di serie |
| ----------- | --------------- | ----------- | ---------------- | ------- | -------------- |
| Stati Uniti | Nicole Melichar | Paesi Bassi | Demi Schuurs     | 19      | 1              |
| Giappone    | Shūko Aoyama    | Giappone    | Ena Shibahara    | 26      | 2              |
| Cile        | Alexa Guarachi  | Stati Uniti | Desirae Krawczyk | 32      | 3              |
| Canada      | Sharon Fichman  | Messico     | Giuliana Olmos   | 62      | 4              |

* Ranking al 31 maggio 2021.

### Altre partecipanti
La seguente coppia di giocatrici ha ricevuto una wild card per il tabellone principale:

## Punti e montepremi
| Torneo    | Torneo              | V   | F   | SF  | QF  | 2T | 1T | Q  | Q3 | Q2 | Q1 |
| Singolare | Punti               | 470 | 305 | 185 | 100 | 55 | 1  | 25 | 18 | 13 | 1  |
| Singolare | Premi in denaro (€) |     |     |     |     |    |    | –  |    |    |    |
| Doppio    | Punti               | 470 | 305 | 185 | 100 | -  | 1  | –  | –  | –  | –  |
| Doppio    | Premi in denaro (€) |     |     |     |     | -  |    | –  | –  | –  | –  |

## Campionesse

### Singolare
Ljudmila Samsonova ha sconfitto in finale  Belinda Bencic con il punteggio di 1–6, 6–1, 6–3.

### Doppio
Viktoryja Azaranka /  Aryna Sabalenka hanno sconfitto in finale  Nicole Melichar /  Demi Schuurs con il punteggio di 4–6, 7–5, [10–4].